# Piper persubulatum
Piper persubulatum är en pepparväxtart som beskrevs av C. Dc.. Piper persubulatum ingår i släktet Piper och familjen pepparväxter. Inga underarter finns listade i Catalogue of Life.